# Andrezé
Andrezé est une ancienne commune française située dans le département de Maine-et-Loire, en région Pays de la Loire, devenue le 15 décembre 2015 une commune déléguée au sein de la commune nouvelle de Beaupréau-en-Mauges.

## Géographie
Commune angevine des Mauges, Andrezé se situe au sud-est de Beaupréau, sur la route D 246 qui va de Saint-Philbert-en-Mauges à Jallais.
On trouve sur son territoire un parc boisé, la Morinière, traversé par un petit ruisseau, le Beuvron.
Andrezé est géographiquement situé dans un carrefour de plusieurs régions de la Vendée historique, à environ une quarantaine de kilomètres, à l'est des Herbiers, à environ trente kilomètres sud-ouest de Saint-Florent le Vieil, et à une trentaine de kilomètres sud-est de Clisson.

## Toponymie
Attestée sous les formes Andriziacum en 1114, Ecclesia de Andreico en 1150, Monachorum de andrezeio en 1210 .

## Histoire
Dès 1062, un prieuré fut édifié à l'initiative du seigneur Dabertus, supérieur de l'Abbaye Saint-Serge d'Angers, à l'emplacement de l'actuel presbytère.
Les XIVe et XVe siècles, voient la construction de plusieurs résidences nobles, dont le château de la Morinière (différent de l'actuel), le château de l'Augardière (aujourd'hui disparu) et le château médiéval des Hayes-Gasselin dont Guillaume Gasselin était propriétaire en 1434.
L'année 1639 est marquée par une épidémie qui fera 56 victimes dans la paroisse.
En 1684, est attestée l'existence d'une école pour filles et garçons, une exception avant le XXe siècle.
À la fin du XVIIe siècle, apparaissent les premiers tissages à Andrezé, qui feront prospérer la paroisse puis la commune jusqu'au milieu du XXe siècle. De nombreuses maisons de tisserands existent encore dans la commune, témoignant de la forte implantation de la profession. La famille Sourice fut une des plus notables dans le domaine à Andrezé.
En 1787, se trouvait dans la paroisse d'Andrezé une sage-femme instruite, traduisant un taux de mortalité infantile moins important qu'à l'échelle régionale.
La commune fut particulièrement active, pendant les guerres de Vendée. En 1794, le château des Hayes, désormais en ruine, fut attaqué par une troupe de l'armée révolutionnaire française.
Charles de Mergot, personnalité et prêtre de la commune, engage l'installation en 1858, des 4 cloches de l'église Saint-Pierre, tintant encore aujourd'hui, et furent ainsi nommées : Marie-Laurence, Jeanne-Aurélie, Jeanne-Atonique, Françoise-Charlotte. En 1864, il fait installer l'actuel orgue dans l'église. Cette même année, l'entreprise Morillon est créée, spécialisée dans le montage et l'entretien de moulins à eau et à vent. L'entreprise s'est modernisée et est toujours active et présente sur la commune. Puis en 1870, Charles de Mergot fait édifier le monument du Sacré-Cœur (situé sur l'actuelle place de l'Église).
Lors de la Première Guerre mondiale, 59 habitants perdent la vie.
À Andrezé, la première voiture est acquise en 1920, puis le premier tracteur agricole en 1922.
En 1946, ouvrit l'usine Chupin-Batardière qui fit sa renommée dans la confection de pantoufles, puis en se spécialisant dans la chaussure de cuir à partir de 1949. L'usine fit vivre nombre d'habitants de la commune.
En 2014, un projet de fusion de l'ensemble des communes de l'intercommunalité se dessine. Le 2 juillet 2015, les conseils municipaux de l'ensemble des communes du territoire communautaire votent la création d'une commune nouvelle au 15 décembre 2015,.

## Politique et administration

### Administration municipale

#### Administration actuelle
Depuis le 15 décembre 2015, Andrezé constitue une commune déléguée au sein de la commune nouvelle de Beaupréau-en-Mauges et dispose d'un maire délégué.
| Période                                  | Période  | Identité           | Étiquette | Qualité |
| ---------------------------------------- | -------- | ------------------ | --------- | ------- |
| 15 décembre 2015                         | en cours | Jean-Yves Onillon, |           |         |
| Les données manquantes sont à compléter. |          |                    |           |         |

#### Administration ancienne
| Période                                  | Période          | Identité              | Étiquette | Qualité                                                                   |
| ---------------------------------------- | ---------------- | --------------------- | --------- | ------------------------------------------------------------------------- |
| 1790                                     | 1792             | René Simon            |           |                                                                           |
| 1800                                     | 1815             | François Denis        |           | Tisserand                                                                 |
| 1815                                     | 1830             | Jean Plard            |           | Tisserand                                                                 |
| mars 1830                                | septembre 1830   | François Denis        |           | Tisserand                                                                 |
| septembre 1830                           | juillet 1852     | René Dupont           |           | Tisserand                                                                 |
| juillet 1852                             | mai 1871         | Jean Sourice          |           | propriétaire - tisserand                                                  |
| mai 1871                                 | 1881             | Cyr-Charles Bourcier  |           | Conseiller à la cour d'Angers                                             |
| 1881                                     | 1888             | Ambroise Joubert      |           |                                                                           |
| 1888                                     | 1892             | Pierre Chupin         |           |                                                                           |
| 1892                                     | 1919             | Pierre Martin         |           | Cultivateur décédé en 1915 - Mandat assuré par les adjoints jusqu'en 1919 |
| 1919                                     | 1935             | René Bigot            |           | Avoué honoraire                                                           |
| 1935                                     | 1945             | Charles Bigot         |           | Médecin                                                                   |
| 1945                                     | 1959             | Jean Germon (père)    |           | agriculteur au Cerisier                                                   |
| 1959                                     | 1971             | Jean-Marie Batardière |           | arboriculteur à la Chausserotière                                         |
| 1971                                     | 1989             | Jean Germon (fils)    |           | agriculteur à la Grande Guerche                                           |
| 1989                                     | 1995             | Jacques Lebrun        |           |                                                                           |
| 1995                                     | mars 2008        | Paul Renou            |           | Employé de banque retraité                                                |
| mars 2008                                | mars 2014        | Bernard Mousseau      |           | Retraité                                                                  |
| mars 2014                                | 14 décembre 2015 | Jean-Yves Onillon     |           |                                                                           |
| Les données manquantes sont à compléter. |                  |                       |           |                                                                           |

### Ancienne situation administrative
La commune était membre de la communauté de communes du Centre-Mauges, elle-même membre du syndicat mixte Pays des Mauges. La création de la commune nouvelle de Beaupréau-en-Mauges entraîne sa suppression à la date du 15 décembre 2015, avec transfert de ses compétences à la commune nouvelle.
Andrezé fait partie du canton de Beaupréau et de l'arrondissement de Cholet. La réforme territoriale du 26 février 2014 a élargi le canton, et la commune est restée attachée à celui-ci.

## Population et société

### Démographie

#### Évolution démographique
L'évolution du nombre d'habitants est connue à travers les recensements de la population effectués dans la commune depuis 1793. À partir du 1er janvier 2009, les populations légales des communes sont publiées annuellement dans le cadre d'un recensement qui repose désormais sur une collecte d'information annuelle, concernant successivement tous les territoires communaux au cours d'une période de cinq ans. 
Pour les communes de moins de 10 000 habitants, une enquête de recensement portant sur toute la population est réalisée tous les cinq ans, les populations légales des années intermédiaires étant quant à elles estimées par interpolation ou extrapolation. Pour la commune, le premier recensement exhaustif entrant dans le cadre du nouveau dispositif a été réalisé en 2006,.
En 2013, la commune comptait 1 859 habitants, en évolution de +3,34 % par rapport à 2008 (Maine-et-Loire : +3,3 %, France hors Mayotte : +2,49 %).
| 1793  | 1800 | 1806 | 1821  | 1831  | 1836  | 1841  | 1846  | 1851  |
| ----- | ---- | ---- | ----- | ----- | ----- | ----- | ----- | ----- |
| 1 100 | 523  | 937  | 1 095 | 1 417 | 1 401 | 1 372 | 1 428 | 1 415 |

| 1856  | 1861  | 1866  | 1872  | 1876  | 1881  | 1886  | 1891  | 1896  |
| ----- | ----- | ----- | ----- | ----- | ----- | ----- | ----- | ----- |
| 1 450 | 1 474 | 1 497 | 1 585 | 1 358 | 1 298 | 1 310 | 1 263 | 1 275 |

| 1901  | 1906  | 1911  | 1921 | 1926  | 1931  | 1936  | 1946  | 1954  |
| ----- | ----- | ----- | ---- | ----- | ----- | ----- | ----- | ----- |
| 1 251 | 1 203 | 1 147 | 996  | 1 026 | 1 057 | 1 053 | 1 042 | 1 149 |

| 1962  | 1968  | 1975  | 1982  | 1990  | 1999  | 2006  | 2011  | 2013  |
| ----- | ----- | ----- | ----- | ----- | ----- | ----- | ----- | ----- |
| 1 262 | 1 312 | 1 371 | 1 699 | 1 803 | 1 799 | 1 798 | 1 845 | 1 859 |

#### Pyramide des âges
La population de la commune est relativement jeune. Le taux de personnes d'un âge supérieur à 60 ans (16,8 %) est en effet inférieur au taux national (22,1 %) et au taux départemental (21,4 %).
Contrairement aux répartitions nationale et départementale, la population masculine de la commune est supérieure à la population féminine (51,3 % contre 48,4 % au niveau national et 48,6 % au niveau départemental).
La répartition de la population de la commune par tranches d'âge est, en 2008, la suivante :
- 51,3 % d’hommes (0 à 14 ans = 22,4 %, 15 à 29 ans = 19,4 %, 30 à 44 ans = 21,5 %, 45 à 59 ans = 22,3 %, plus de 60 ans = 14,4 %) ;
- 48,7 % de femmes (0 à 14 ans = 18,9 %, 15 à 29 ans = 18,4 %, 30 à 44 ans = 20 %, 45 à 59 ans = 23,3 %, plus de 60 ans = 19,4 %).

| Hommes | Classe d’âge | Femmes |
| ------ | ------------ | ------ |
| 0,1    | 90 ans ou +  | 0,3    |
| 3,7    | 75 à 89 ans  | 6,6    |
| 10,6   | 60 à 74 ans  | 12,5   |
| 22,3   | 45 à 59 ans  | 23,3   |
| 21,5   | 30 à 44 ans  | 20,0   |
| 19,4   | 15 à 29 ans  | 18,4   |
| 22,4   | 0 à 14 ans   | 18,9   |

| Hommes | Classe d’âge | Femmes |
| ------ | ------------ | ------ |
| 0,4    | 90 ans ou +  | 1,1    |
| 6,3    | 75 à 89 ans  | 9,5    |
| 12,1   | 60 à 74 ans  | 13,1   |
| 20,0   | 45 à 59 ans  | 19,4   |
| 20,3   | 30 à 44 ans  | 19,3   |
| 20,2   | 15 à 29 ans  | 18,9   |
| 20,7   | 0 à 14 ans   | 18,7   |

## Économie
Sur 131 établissements présents sur la commune à fin 2010, 27 % relevaient du secteur de l'agriculture (pour une moyenne de 17 % sur le département), 14 % du secteur de l'industrie, 11 % du secteur de la construction, 37 % de celui du commerce et des services et 12 % du secteur de l'administration et de la santé.

## Culture locale et patrimoine

### Béliers hydrauliques

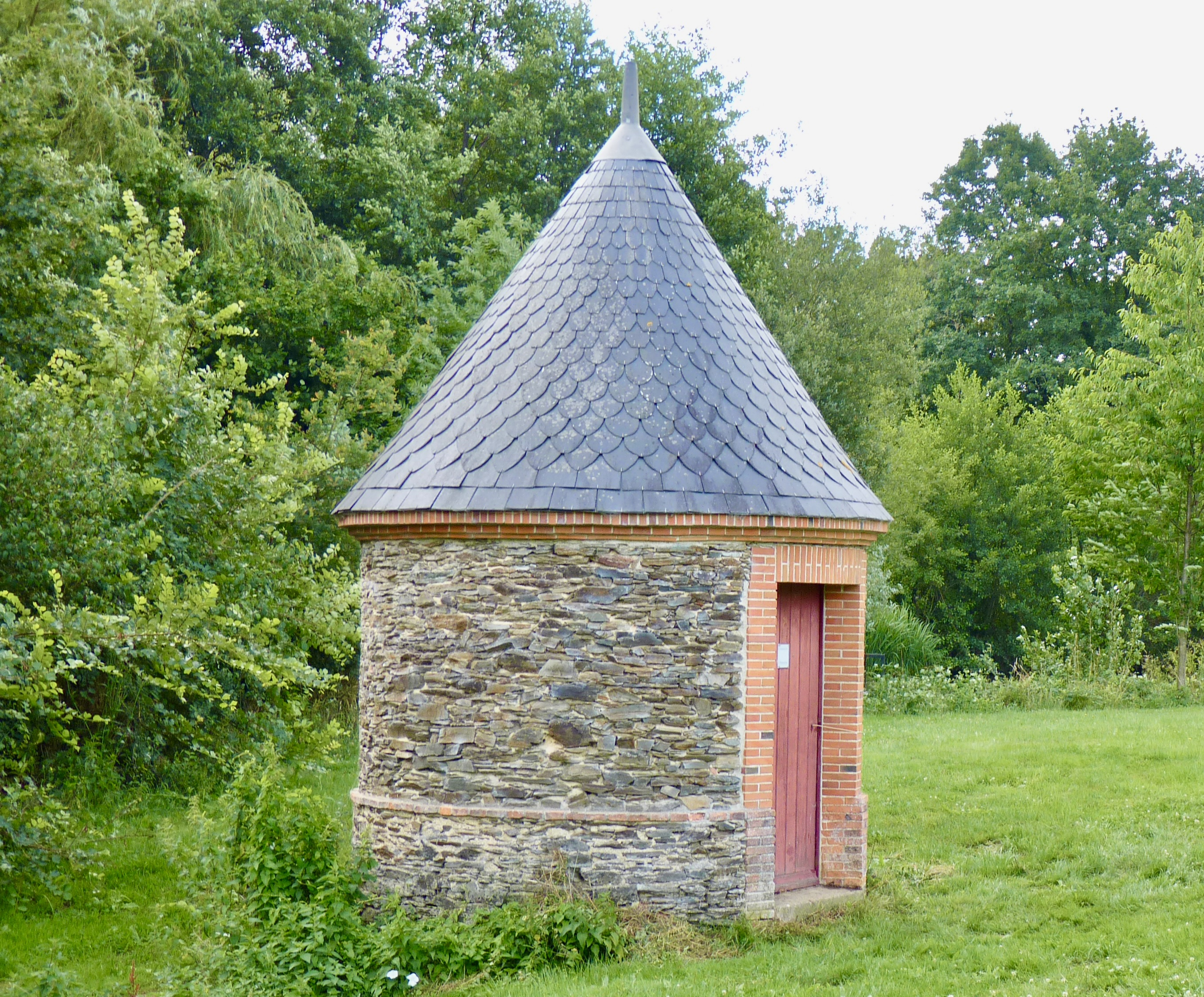
L'ancien bélier hydraulique.

Au pied du chemin de Gasselin se trouve l'un des derniers béliers hydrauliques existants en France. Construits par les ateliers du Mans au XIXe siècle, il a été restauré par une association de préservation du patrimoine. Ce bélier permettait de fournir l'eau courante au château de la Morinière situé quelques centaines de mètres plus loin sur la colline. Ce système ingénieux de pompe hydraulique fonctionnant grâce à la force de l'eau retenue par une chaussée est unique dans la région.

### Le chemin des Canons
Le chemin des Canons est un chemin creux reliant la commune d'Andrezé à l'abbaye Notre-Dame-de-Bellefontaine dans lequel étaient postés les soldats républicains. Ce chemin creux est si étroit que les essieux des canons frottaient de chaque côté, ce qui a probablement donné son nom. Ce chemin conduit à l'abbaye de Bellefontaine située à Bégrolles-en-Mauges en traversant le Beuvron, un petit cours d'eau sur une passerelle restaurée.
Une croix imposante en granit, la « Croix de Jeanne qui court », aujourd'hui cassée mais restaurée avec une petite croix métallique, fut érigée vers 1860 par Pierre Chupin, métayer de la Ferme du Boulay. Cette croix a été placée selon le vœu de sa fille Jeanne.

### Autres monuments
- Ruines du château médiéval des Hayes.
- Château de la Morinière, construit en 1853 par Cyr-Charles Bourcier, président de la cour d'appel d'Angers, près du premier château médiéval construit en 1404  et détruit pendant les guerres de Vendée.
- Château du Moulin-Brulé, construit en 1880 sur les ruines d'un moulin détruit à la Révolution par Ambroise Jules Joubert-Bonnaire.
- Église Saint-Pierre.
- Le calvaire.

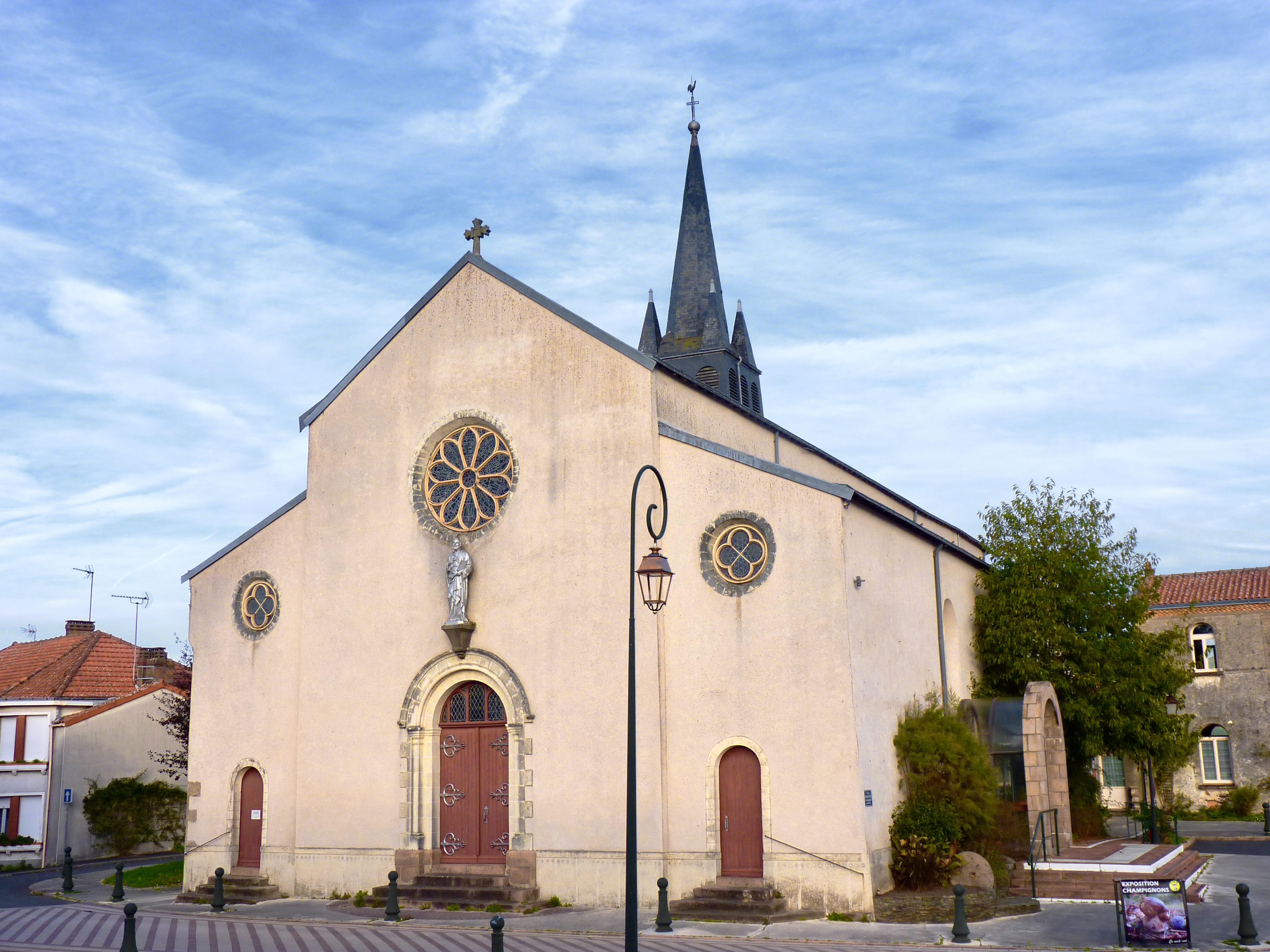
L'église Saint-Pierre.
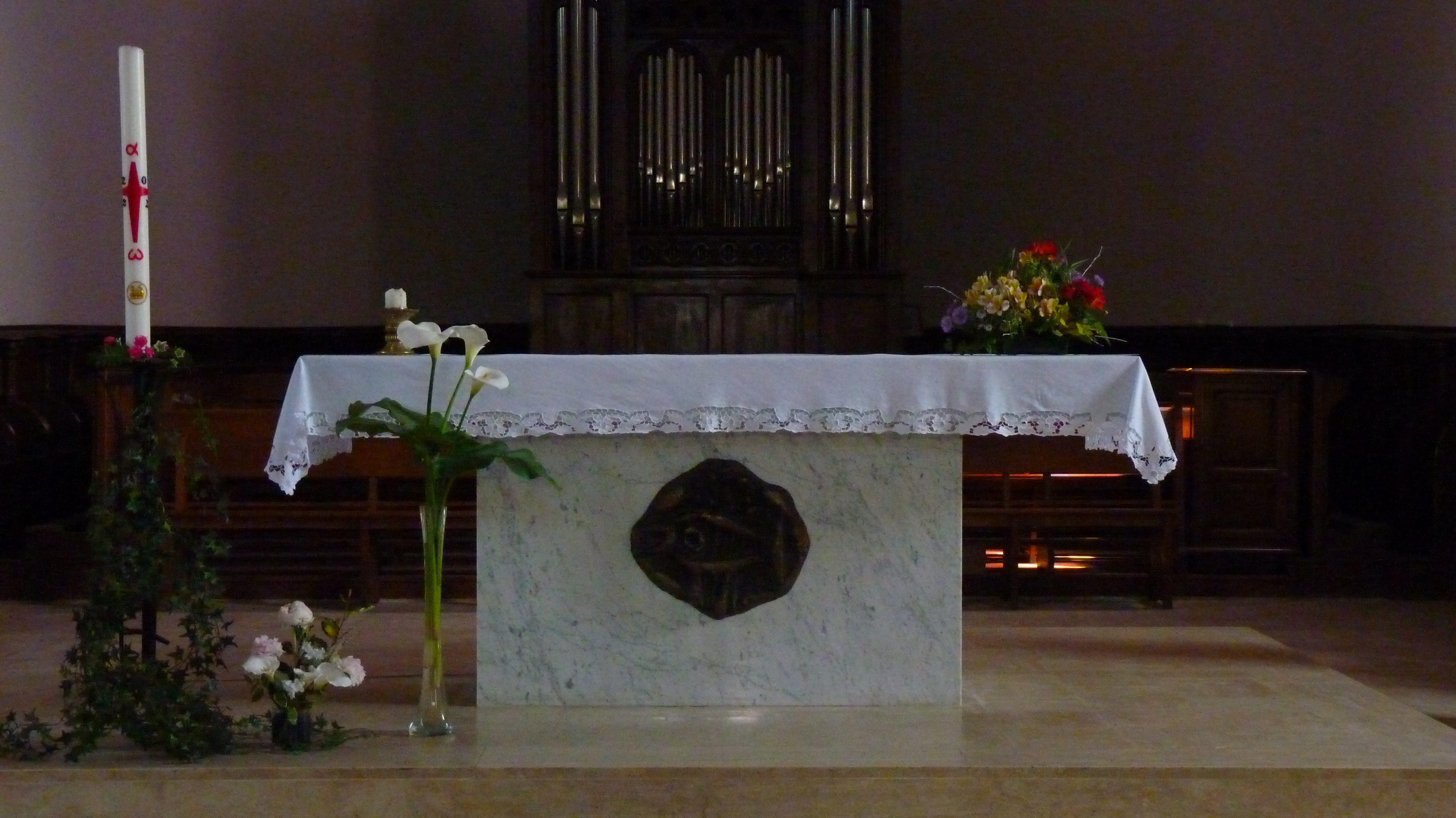
Autel de l'église.
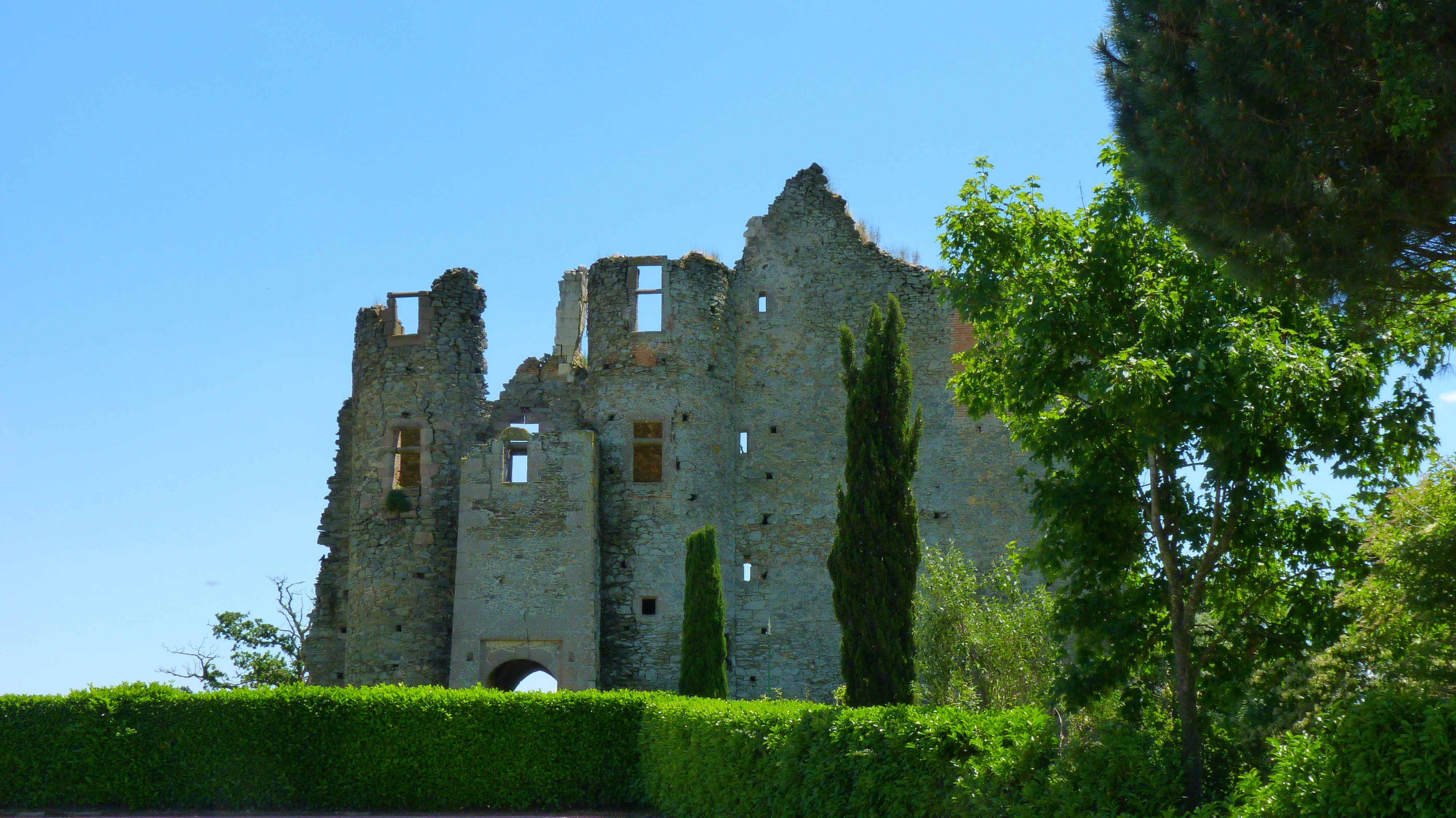
Château des Hayes-Gasselin.
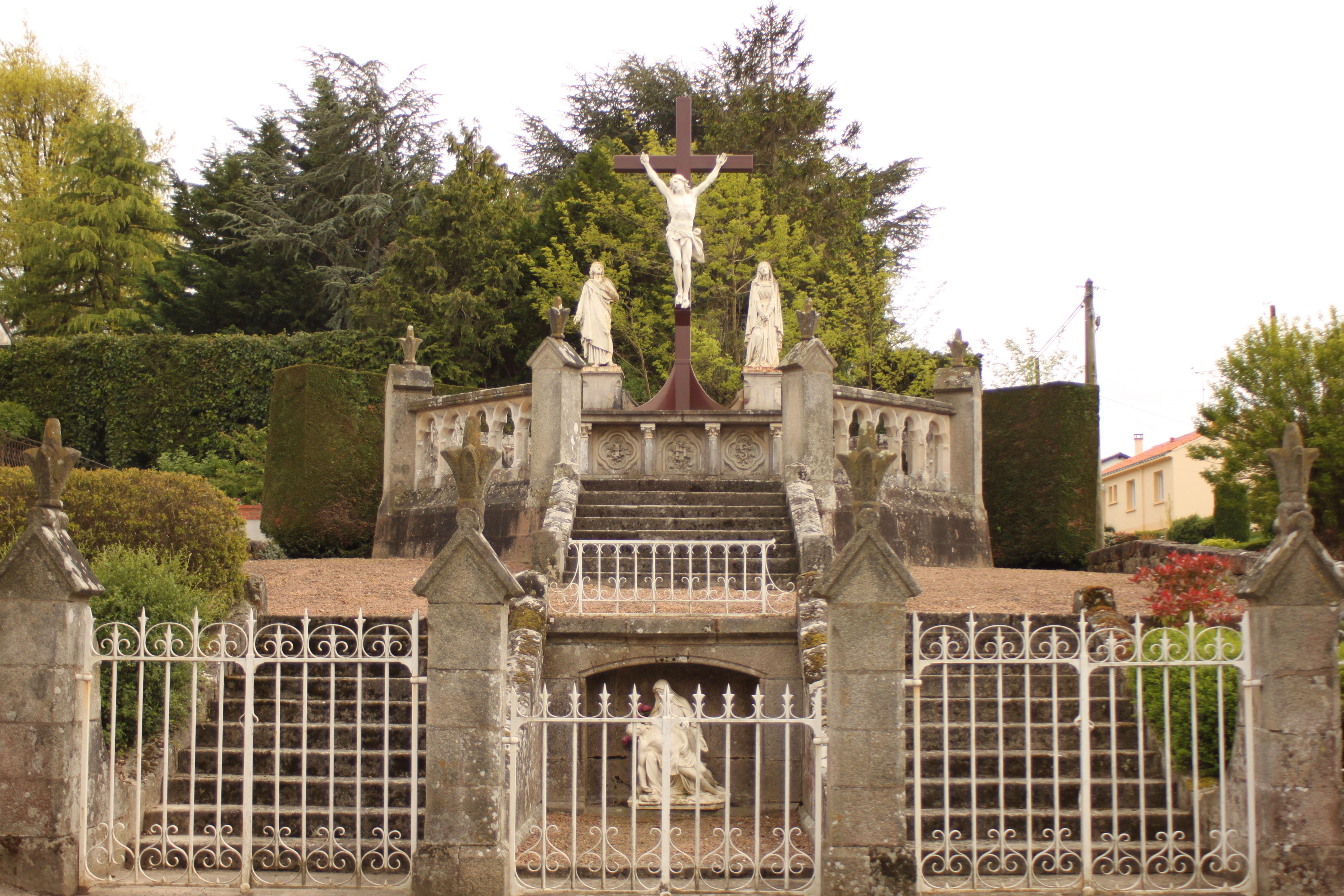
Le calvaire.
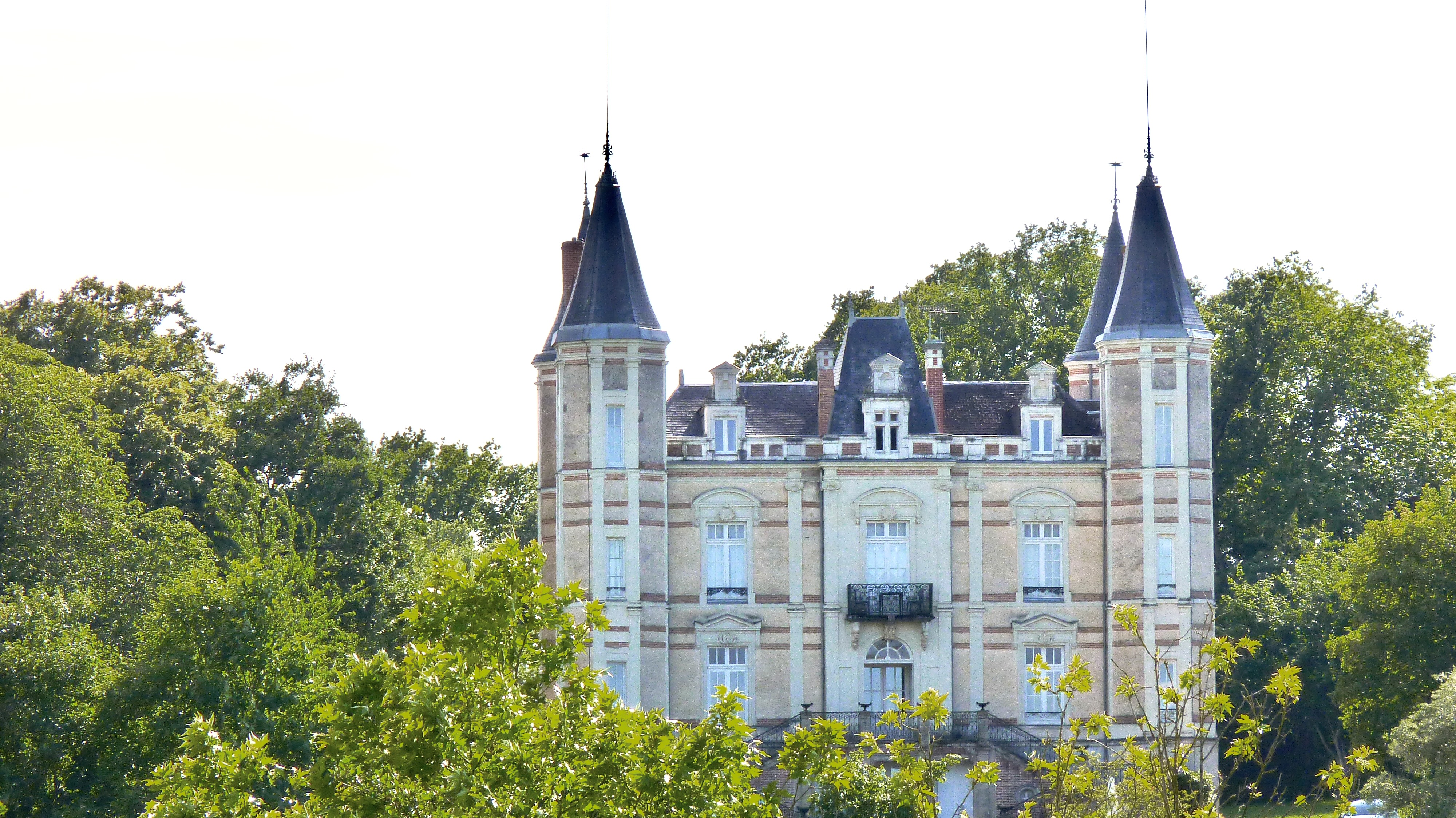
Château de la Morinière.
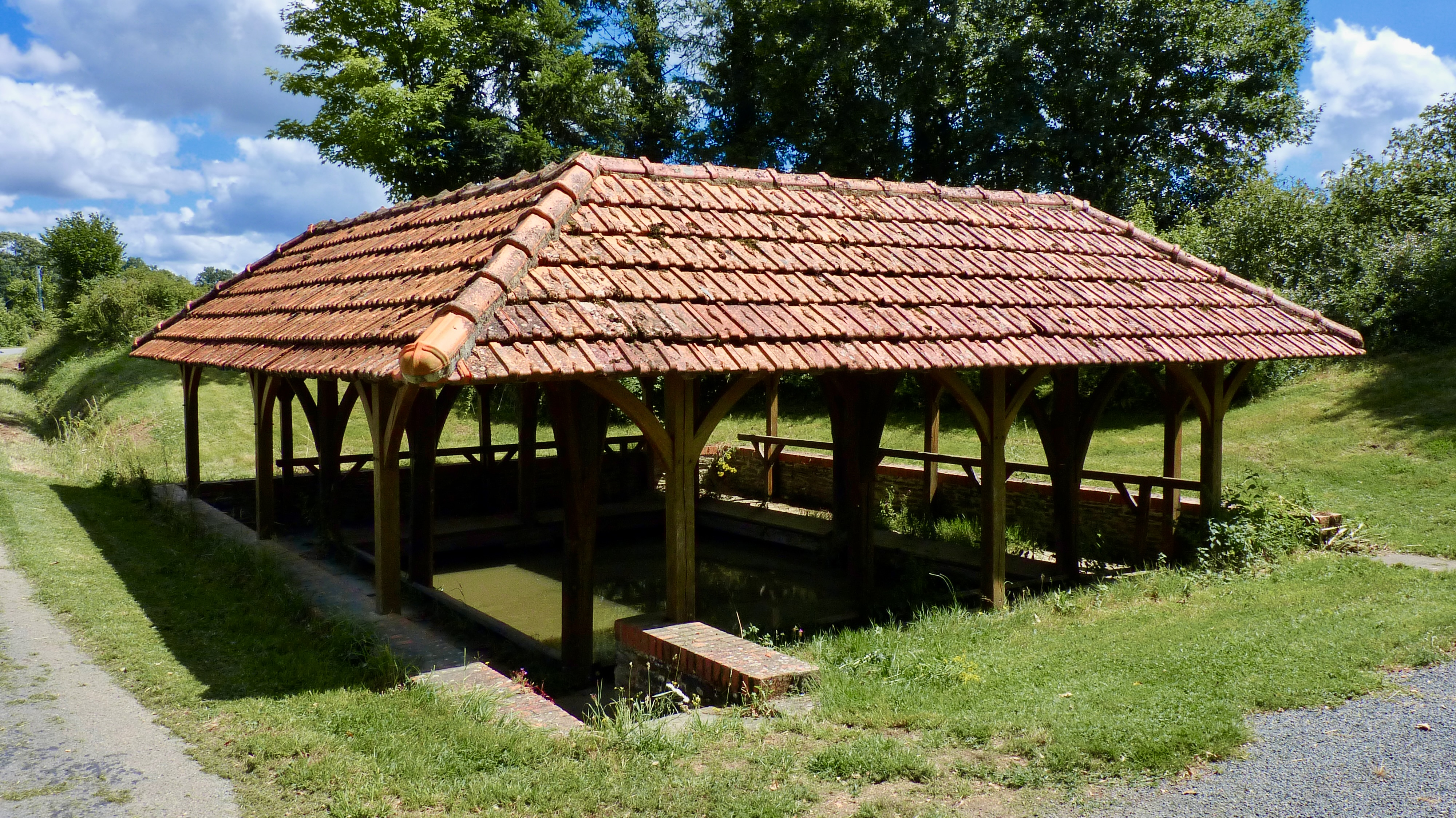
L'ancien lavoir.

### Personnalités liées à la commune
- Julien Sourice (1982- ), footballeur puis entraîneur.